# Quartier Hôpital-Chasse Royale
Les quartiers Hôpital Nord et Chasse Royale sont une partie de la ville du Mans, située dans le secteur nord-ouest.

## Quartier de l'hôpital
D'un côté on trouve l'hôpital du Mans, ainsi que la clinique dite du Pré. Cette dernière est reconnue nationalement pour ses traitements de qualité au niveau de la main. Ce quartier est desservi par le tramway, comme par le réseau de bus SETRAM. Il se situe non loin du pôle Universitaire du Ribay. Une sortie spéciale est prévue pour son accès via la rocade. Dans une moindre mesure, la sortie "Le Mans Ouest" du périphérique autoroutier, permet d'y accéder. La délimitation avec le quartier du Pré peut-être notée via la place Georges Bouttié qui, tel un échangeur, sépare le Nord, l'Est et le Centre de la ville. Au sein du quartier, se trouve un centre de secours des pompiers, il est le principal de la ville.
Le quartier porte également le nom de "pré" en référence à la clinique privée qui s'y trouve. Cependant le "vrai" quartier du pré est situé sur la rive droite de la Sarthe en parallèle au vieux Mans. La clinique était autrefois installée au cœur du quartier et elle a gardé ce nom après son départ.

## Chasse Royale

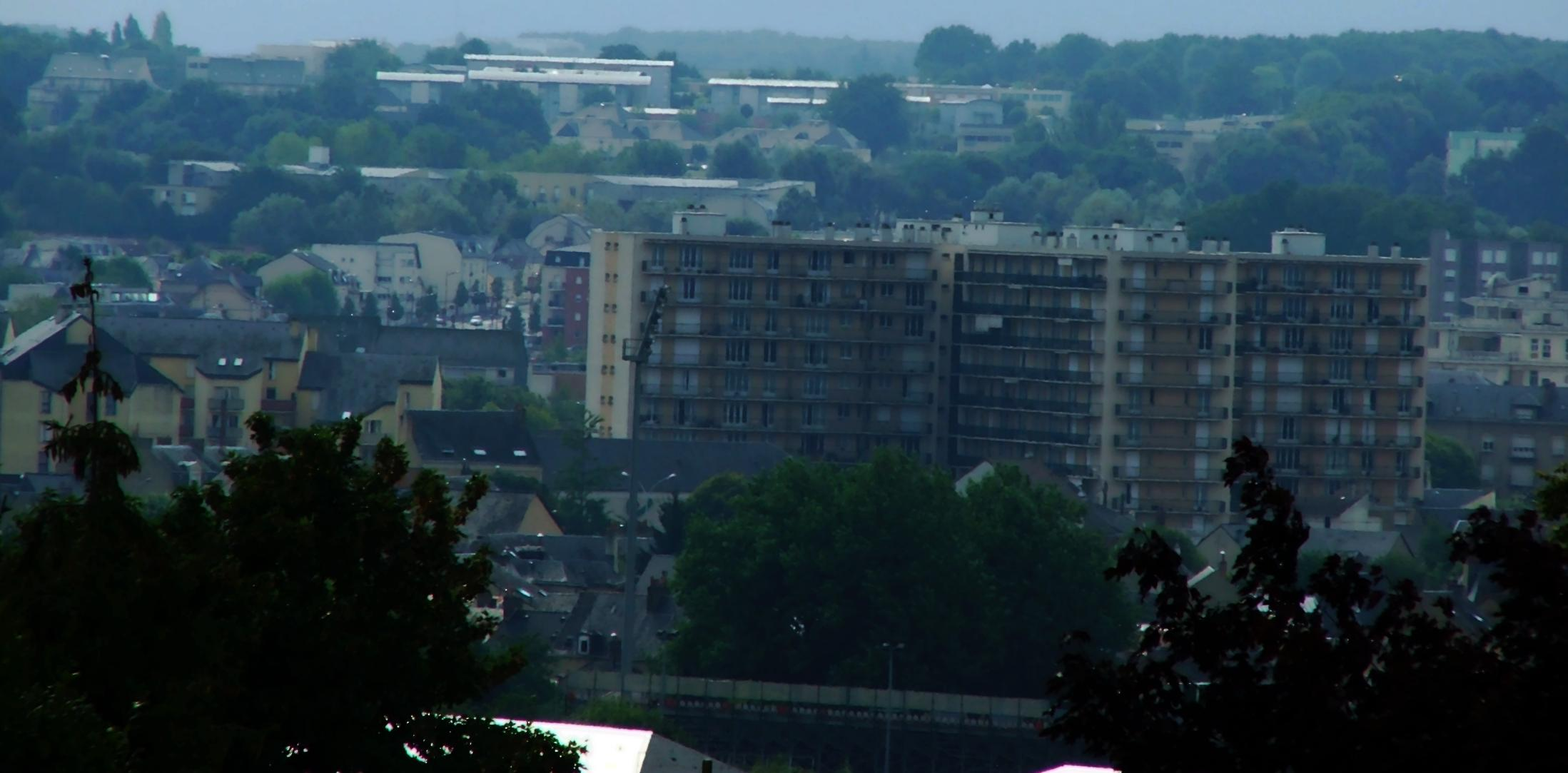
Les tours de la Chasse-Royale depuis Saint-Vincent

La Chasse Royale est un quartier tout en longueur permettant de faire se joindre la ZA Nord ou le quartier de la madeleine au quartier du Pré et au Vieux Mans. Il est essentiellement axé autour de l'avenue Rhin et Danube, ou communément la route d'Alençon. Par commodité, il est associé au quartier de l'hôpital. Seul, ce quartier serait trop petit, d'autant que sa géographie suit presque uniquement l'avenue Rhin et Danube sur un axe nord-sud. Entre les deux, le quartier de l'Épine est également englobé.

## Architecture et bâtiments importants
- Parc Théodore Monod
- Place de la Chasse Royale
- Théâtre de la Fonderie
- Centre Hospitalier du Mans
- Ancienne Caserne Chanzy
- Parc Théodore Monod
- Tours de la Chasse-Royale
- Salle de spectacle des Saulnières

## Axes majeurs
- Avenue Rhin-et-Danube
- Avenue Henri-Pierre Klotz
- Avenue Rubillard
- Boulevard du Général Patton (rocade du Mans)
- Rue de Saint-Aubin
- Rue de Degré